# Joe Belfiore
Joe Belfiore é o Vice-Presidente Corporativo da Microsoft. Ele é responsável pela definição de produto de software e design das próximas gerações de Windows Phones. Em maio de 2013, foi reconhecido como o #10 Melhor Designer em Tecnologia por Business Insider. Em 2010, foi entrevistado por Walt Mossberg na conferência All Things D. Antes de passar para a equipe do Windows Phone, Belfiore foi vice-presidente de software do Zune e Serviço.[carece de fontes?]